# Scierie des Planches
La scierie des Planches (lieu-dit Au Plan Morier, à Vers-L'Église) est une ancienne scierie vaudoise située sur le territoire de la commune d'Ormont-Dessus, en Suisse. À ne pas confondre avec l'ancienne Scierie des Pontons, près des Mosses, territoire d'Ormont-Dessous et aujourd'hui désaffectée.

## Histoire
Située sur le cours de la Grande Eau, cette scierie est bâtie vers 1850 par le notaire Jean-David Busset, qui la fait réaliser en madriers, sa structure étant constituée d'une forte ossature de poutres et de deux cloisons en planches. L'exploitation reste par la suite aux descendants de cette même famille. Cet établissement est endommagé par des crues de la Grande Eau en 1853 et 2005, et souffre en outre d'un incendie en 1911, mais la machinerie est conservée. Le bâtiment abrite deux scies, l'une à lames multiples, qui date de 1895 et qui permet de débiter les troncs en planches, l'autre à lame simple. L'équipement se complète d'une scie à ruban et d'une meule à affûter. L'ensemble est mû par l'énergie hydraulique, un canal conduisant l'eau sur une roue à augets en mélèze.
Cette scierie des Planches, le plus ancien mécanisme hydraulique de la vallée des Ormonts, est l'un des rares établissements de ce type encore en état de marche en Suisse (voir aussi Moulin de Saint-George). Grâce à l'intervention d'une association, la « Fondation VD3209 » qui a acquis l'édifice en 2015, celui-ci a été réhabilité, classé monument historique en avril 2017 et remis en service en mai de la même année. Ce moulin-scierie fait partie de l'Association Suisse des Amis des Moulins.
La scierie est figure au recensement architectural vaudois en note 2 et est inscrite comme bien culturel suisse d'importance nationale.

## Galerie

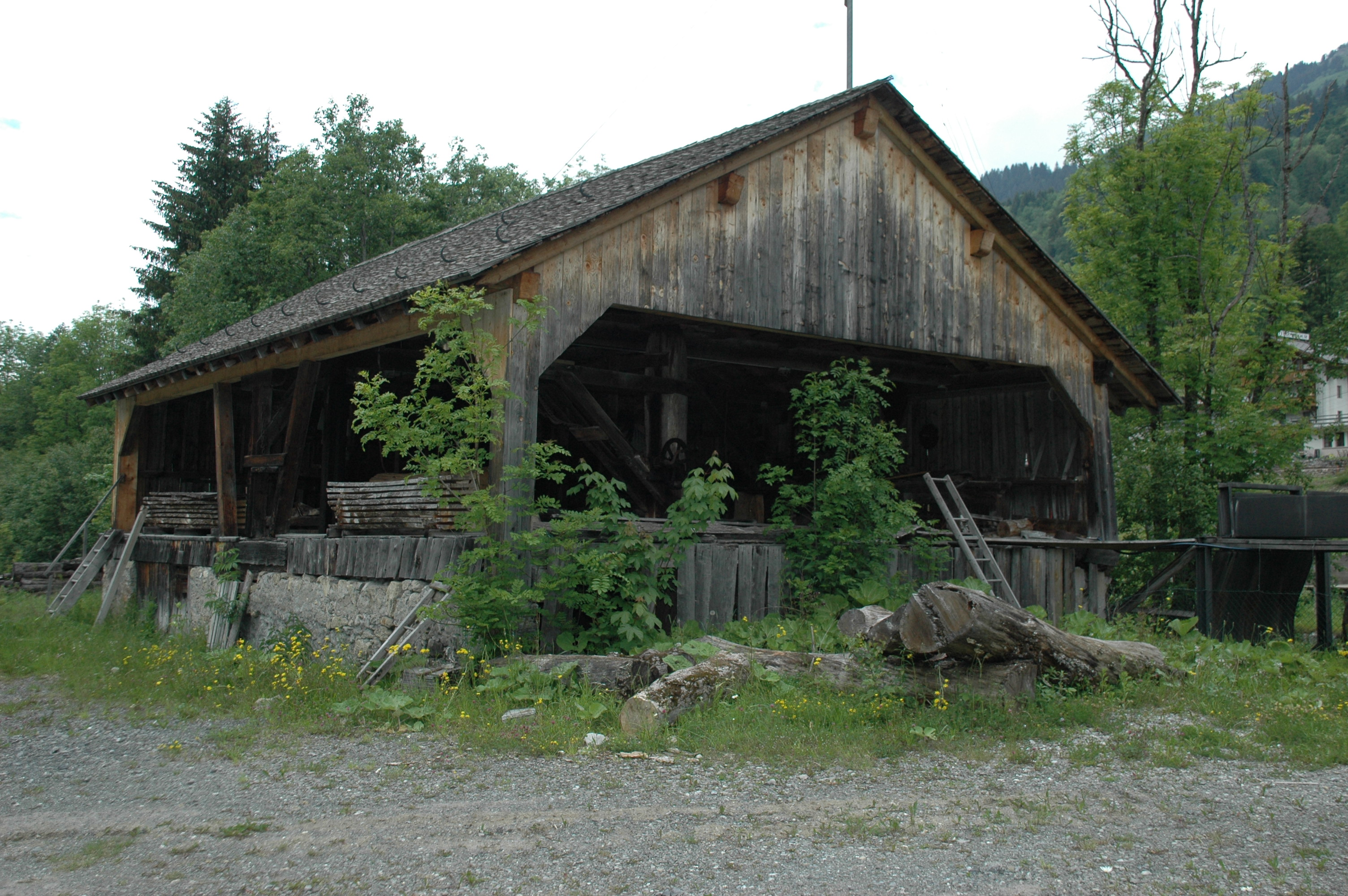
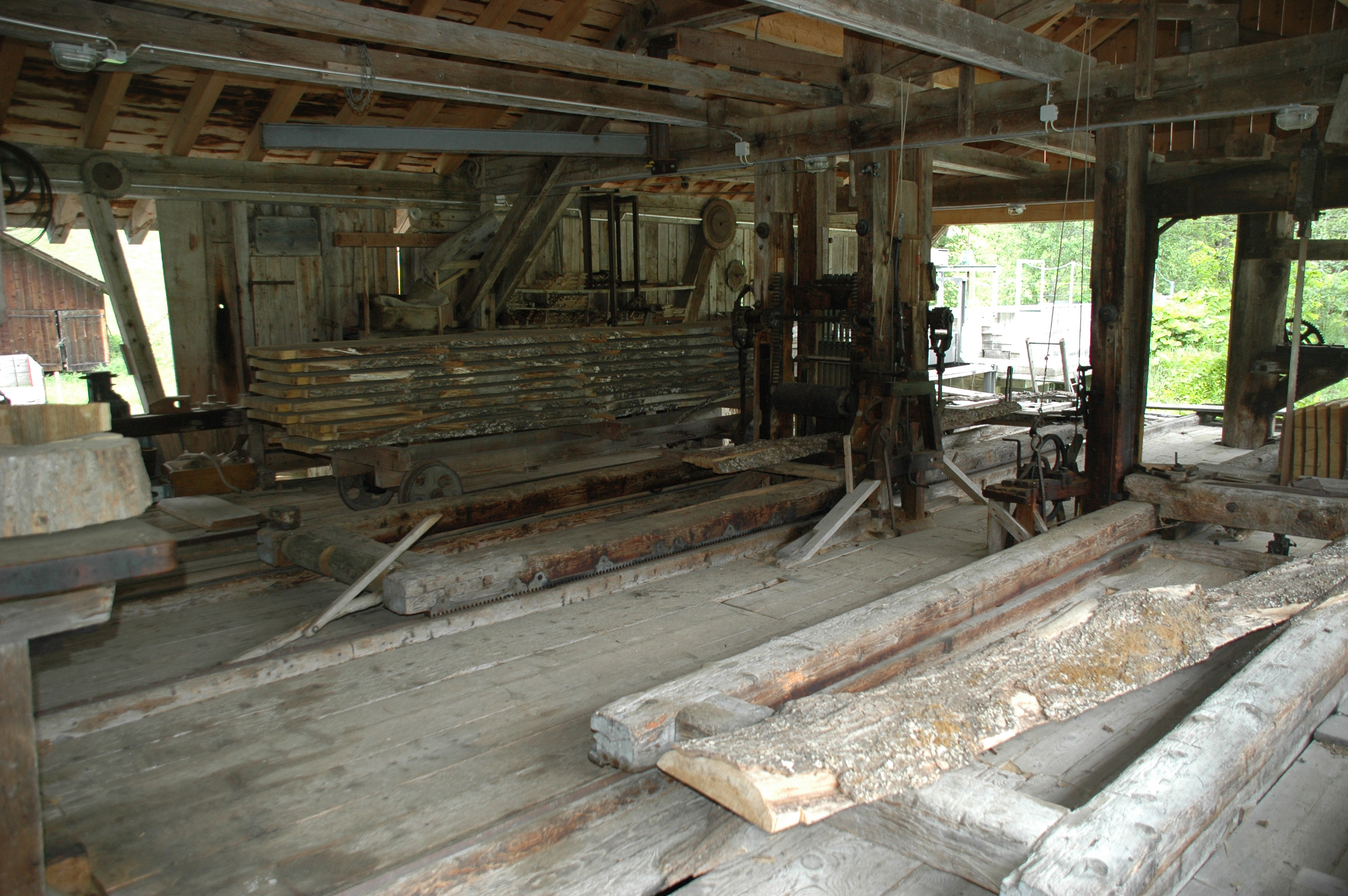
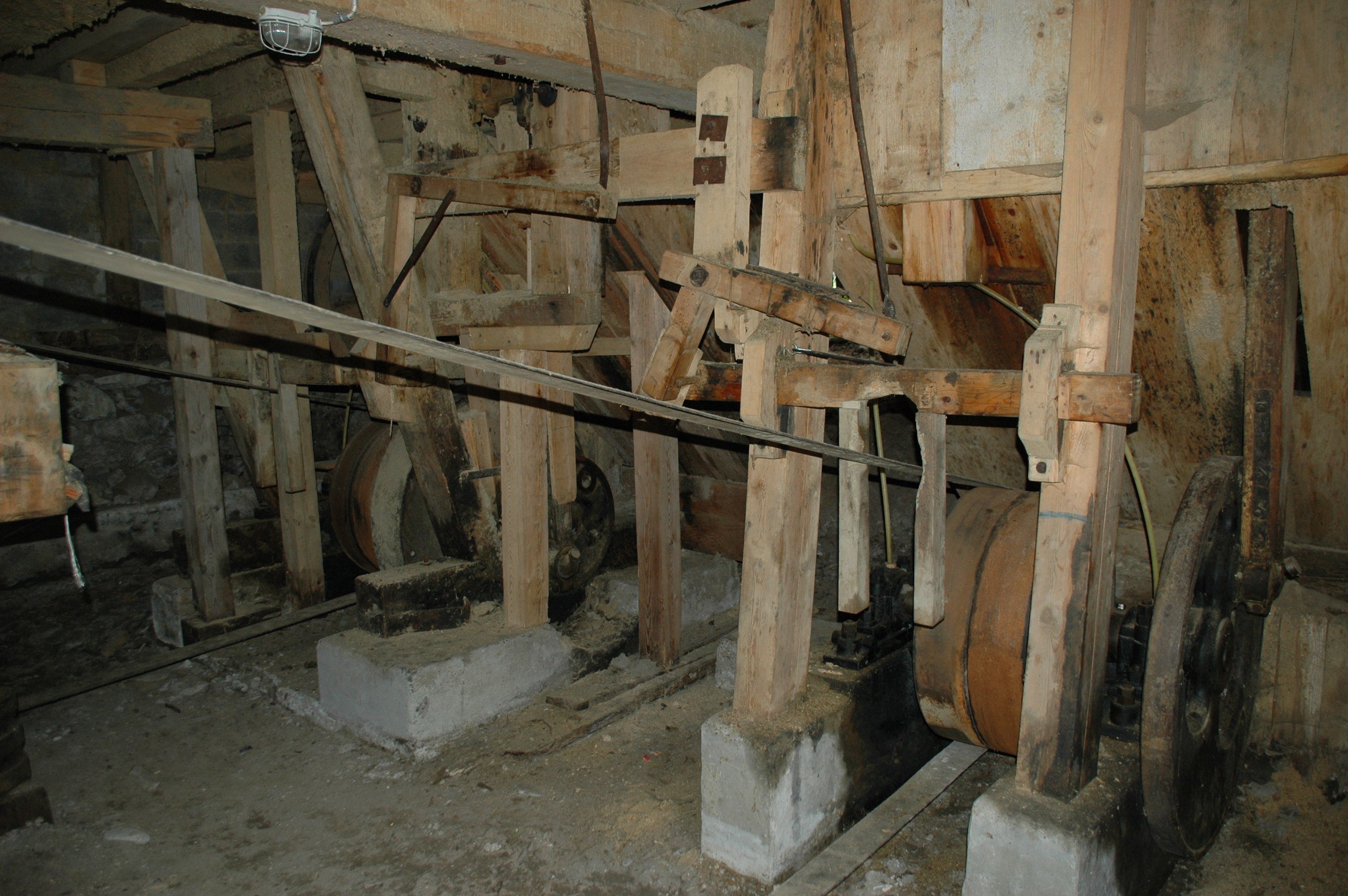
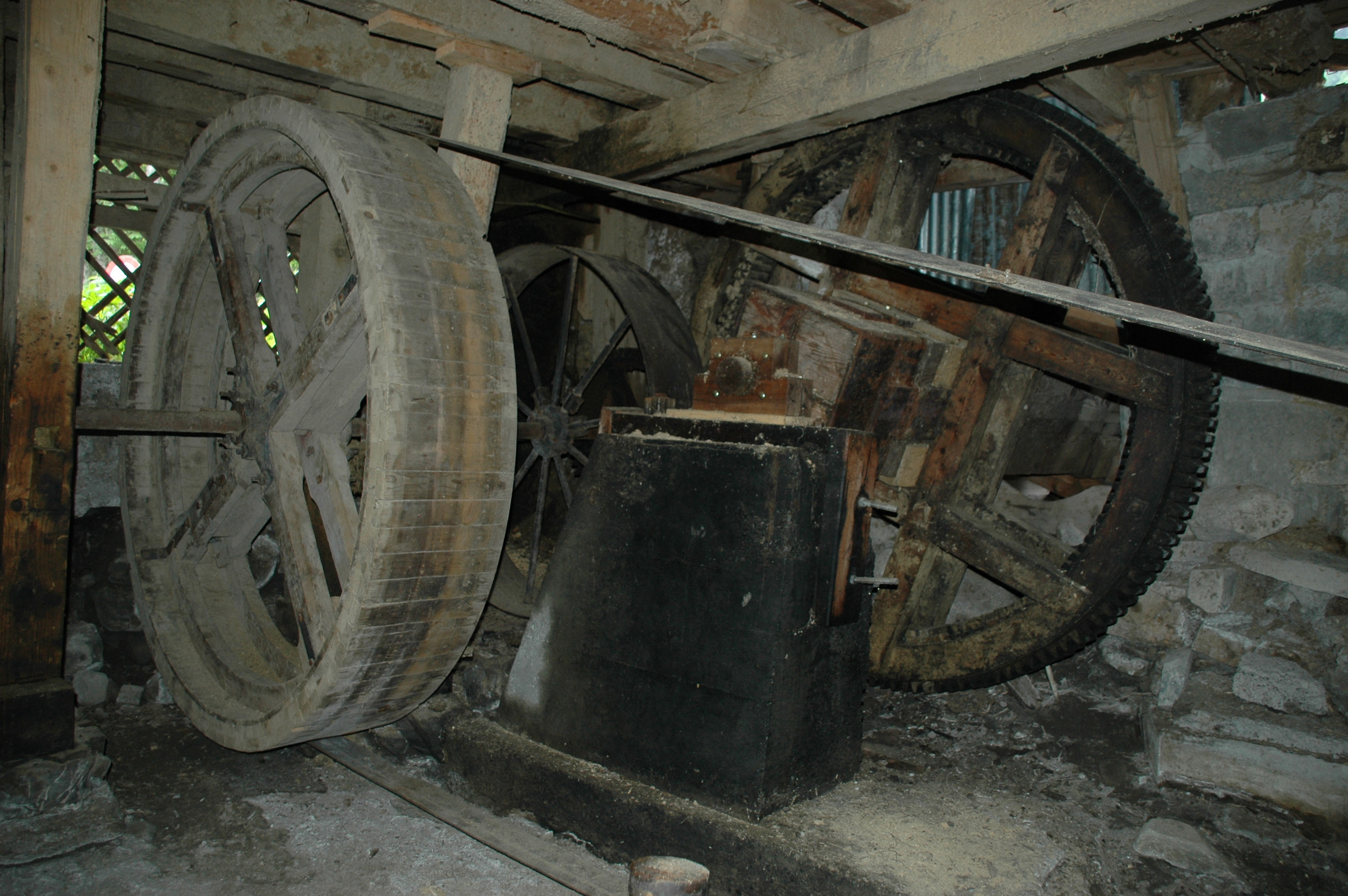
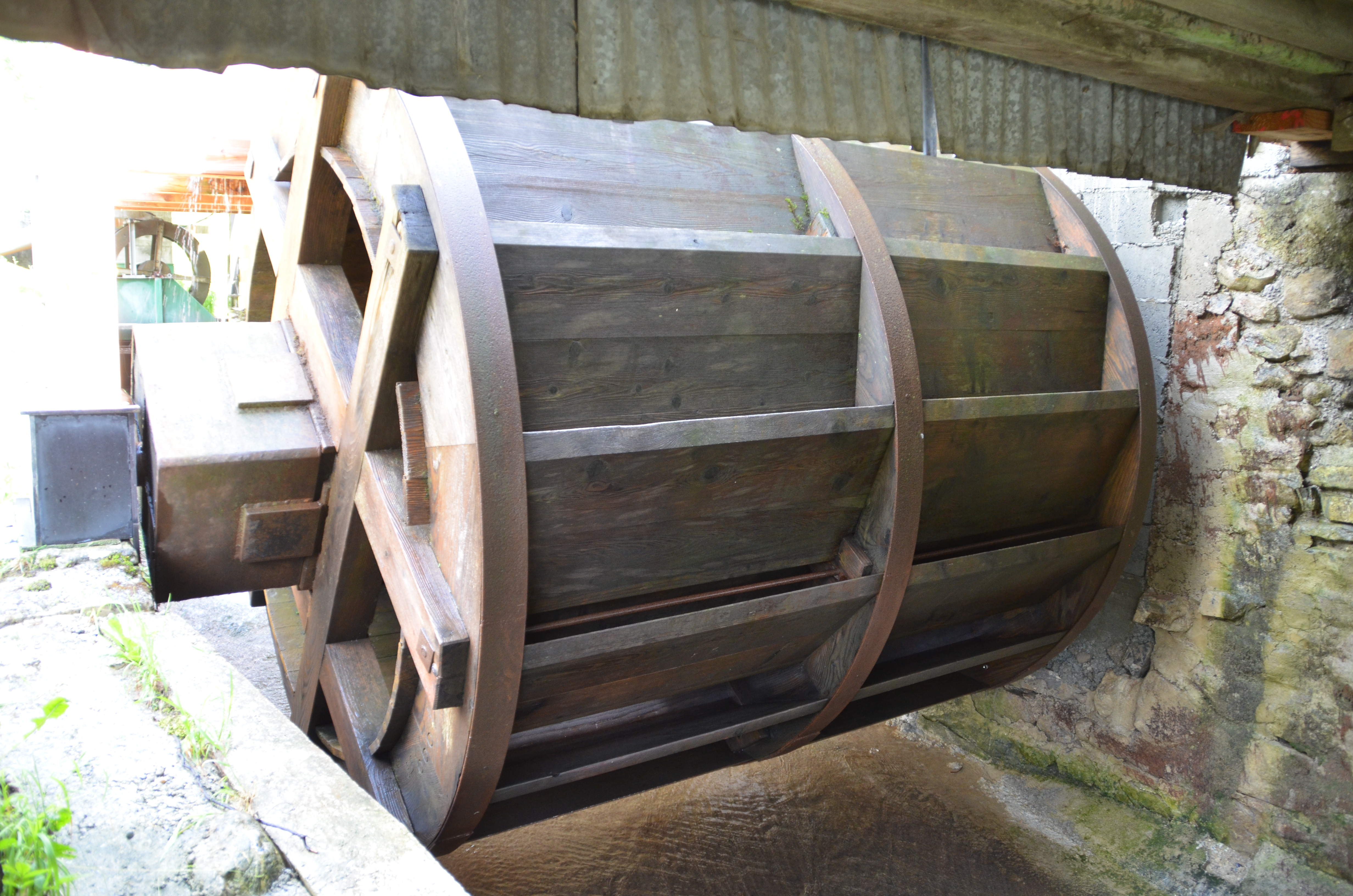
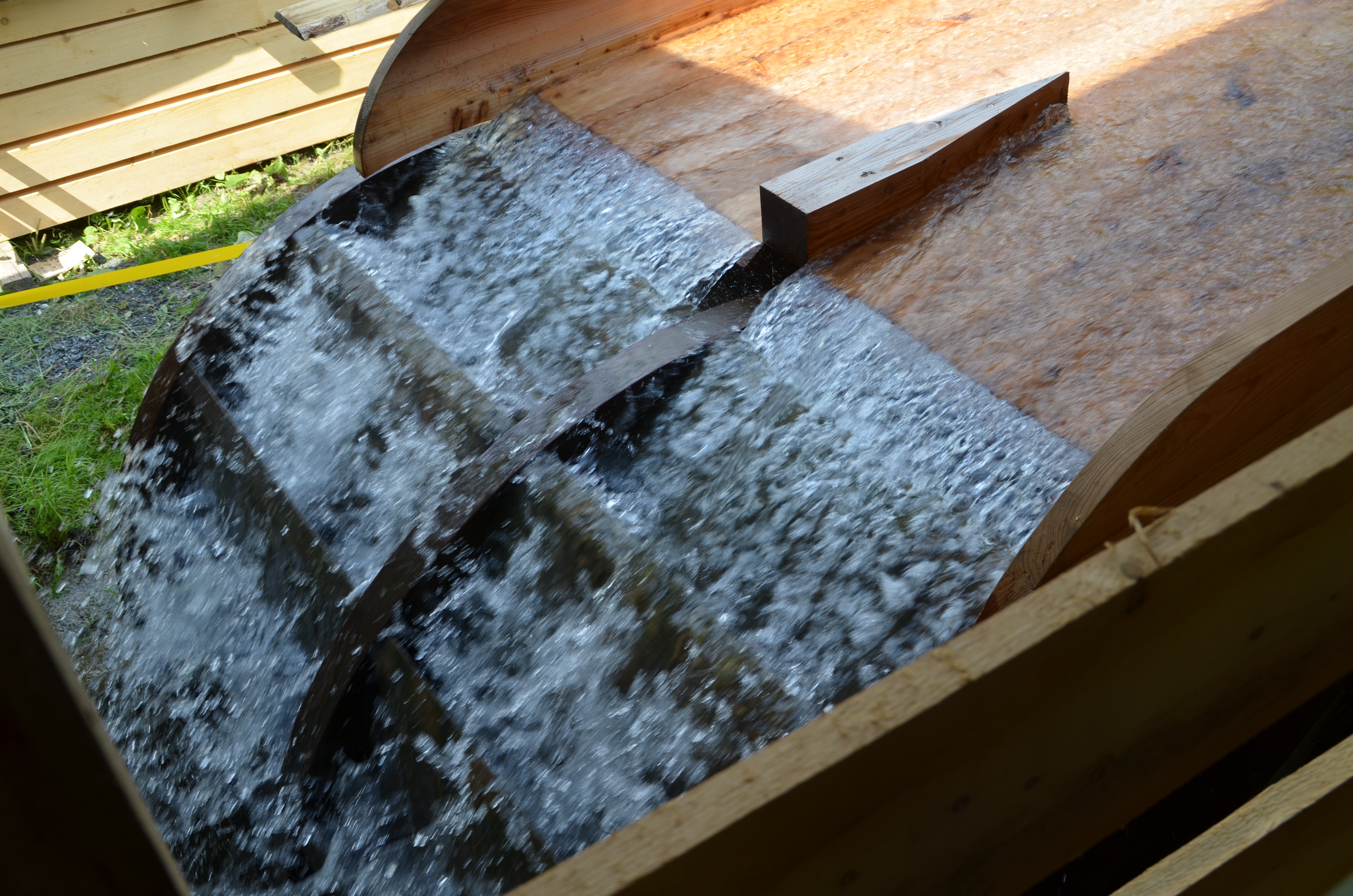
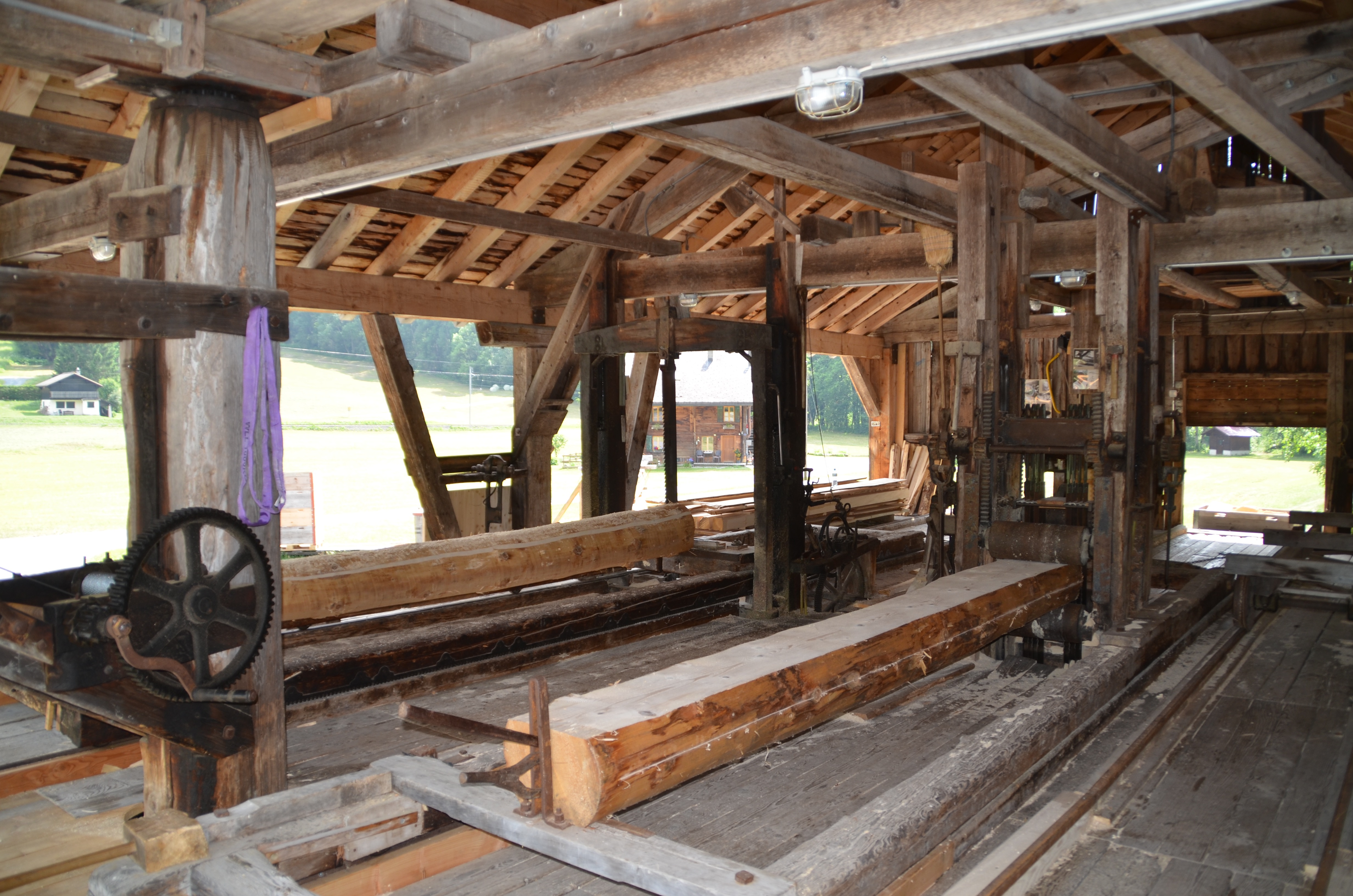